# ناکا، ایباراکی
ناکا در استان ایباراکی در کشور ژاپن واقع شده‌است  که دارای جمعیت ۵۴٬۶۱۸ نفر و مساحت ۹۷٫۸۰ کیلومتر مربع با تراکم جمعیت ۵۵۸  نفر در کیلومترمربع است و در تاریخ ۲۱ ژانویه ۲۰۰۵ به عنوان شهر شناخته شد.